# Замок Карслуит
Замок Карслуит (англ. Carsluith Castle) — разрушенный дом-башня. Он расположен рядом с заливом Вигтаун в историческом графстве Кирккудбрайтшир в Галлоуэе, Шотландия, примерно в 4,8 километрах к юго-востоку от Критауна.

## История
Земли Карслуита принадлежали семье Кэрнс до 1460 года, после этого они перешли к Джеймсу Линдси из Фэргирта, Чемберлену Галлоуэйскому. Он был строителем главной башни в Карслуите в конце XV или начале XVI века. Его сын, сэр Герберт Линдсей, был убит в битве при Флоддене в 1513 году. Затем замок перешёл к Ричарду Брауну.
Брауны достроили к замку лестничную башню на северной стороне в 1560-х годах. Римско-католическая семья Браунов враждовала с протестантскими МакКаллохами из Бархольма и в 1579 году сын Ричарда Джон был оштрафован на 40 фунтов стерлингов, когда его сын не явился по обвинению в убийстве МакКаллоха в Бархольме.
Другим потомком Ричарда Брауна был Гилберт Браун из Карслуита, который до реформации служил аббатом в Аббатстве Свитхерт возле Дамфриса. Гилберт приютил священников-иезуитов в Карслуите и в 1605 году он был арестован за «католические симпатии». Он был выслан во Францию, где стал ректором шотландского колледжа в Париже. Он умер в Париже в 1612 году.
Брауны Карслуит эмигрировали в Индию в 1748 году и с тех пор в замке никто не жил. В начале XIX-го века были добавлены новые хозяйственные постройки. Замок занесен в список охраняемых замков категории С.
В настоящее время замок находится на попечении исторической среды Шотландии («Historic Environment Scotland») и открыт для посещения.

## Замок
Замок включает в себя главную башню 9,8 на 7,6 м (32 на 25 футов) и построенную позднее лестничную башню на северо-востоке. Вход на первый этаж осуществляется через лестничную башню. Над дверью выбиты инициалы и дата 156-(последняя цифра неразборчива), хотя в XIX веке было сказано, что она была разборчива как 4. Сводчатый подвал разделен на два помещения с ружьями в стенах. Выше находится зал с окнами и камином. На другом этаже были спальни с мансардой, но на данный момент они разрушены. На северной стороне в наружной стене имеются отверстия, которые поддерживали внешнюю деревянную галерею, связывающую комнаты второго этажа и лестничную башню.